# Dermochelys coriacea

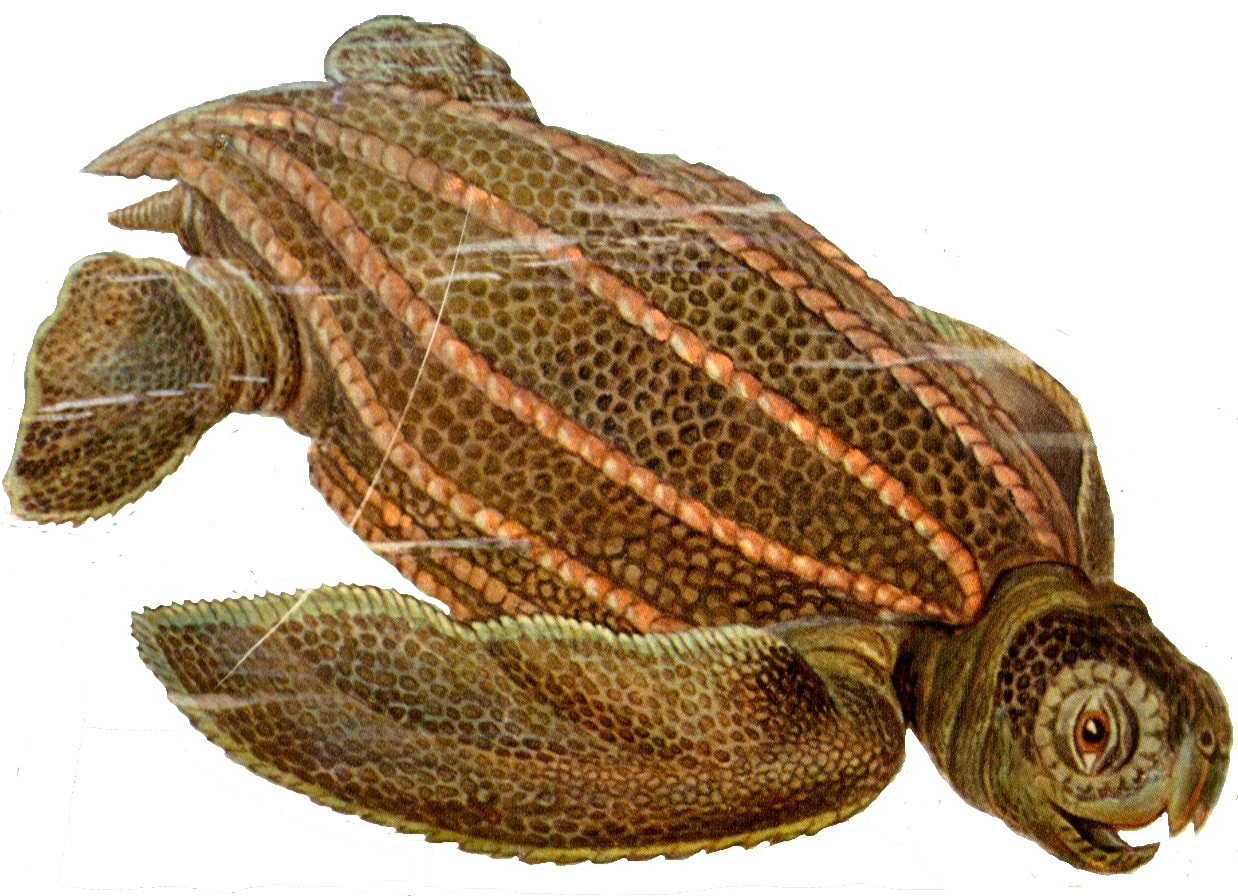
Dibujo del libro "Kunstformen der Natur".

La tortuga laúd (Dermochelys coriacea) es una especie de tortuga de la familia Dermochelyidae. Es la tortuga marina más grande del mundo, alcanzando una longitud de 2,3 metros y un peso de más de 600 kilogramos. Un individuo macho llegó a pesar 916 kilogramos, aunque las tortugas de este tamaño son raras. Se encuentra en todos los mares tropicales o subtropicales y es la única especie de su familia. Esta especie tiene multitud de características únicas que la distinguen en buena medida de otras tortugas marinas. Su tasa metabólica es aproximadamente 3 veces mayor de lo esperado en un reptil de su tamaño, lo que, unido a sus intercambiadores de calor contra corriente y su gran tamaño, permite mantener una temperatura corporal de hasta 18 °C sobre el agua circundante. Algunos científicos incluso opinan que la tortuga canal tiene alguna capacidad para generar su propio calor corporal, como un mamífero, a pesar de que los reptiles son ectotermos o de "sangre fría", por lo que dependen de la temperatura externa para regular la suya propia. Sin embargo, también puede considerarse a esta especie como gigantoterma. Se le denomina también con los nombres comunes de tortuga baula, tortuga coriácea o tortuga canal.

## Descripción

Disposición de las quillas dorsales.

Dermochelys coriacea es la mayor de todas las tortugas actuales y muy diferente del resto, tanto en su apariencia como en su fisiología. El caparazón puede llegar a superar los dos metros, es de tipo mosaico y presenta un total de siete quillas en el dorso y el vientre. Esta concha no está formada por escudos óseos, sino que está hecha de tejido conectivo blando (de ahí el nombre de tortuga de cuero que se le da a veces). En el caparazón no se observa el pecho ni el afilado borde lateral, solo una suave curva que da una apariencia semicilíndrica al animal. Esta forma, que recuerda vagamente al instrumento musical, es la que le ha dado el nombre de "tortuga laúd".
Las aletas delanteras de esta tortuga son mucho más largas que en todas las demás tortugas, tanto proporcionalmente como en tamaño bruto. En los individuos adultos, la distancia de punta a punta puede ser de hasta 270 centímetros.
El pico ha desarrollado una forma de gancho para ayudar a Dermochelys coriacea a morder medusas y su garganta tiene barbas apuntando hacia dentro que le ayudan a tragárselas.

## Alimentación
Dermochelys coriacea subsiste gracias a una dieta de medusas y algas marinas. Debido a la naturaleza transparente de sus presas, este tipo de tortugas a menudo se asfixian comiendo trozos de plástico a la deriva. Se han encontrado ejemplares muertos con bolsas de plástico, piezas de plástico duro e hilo de pescar en el estómago. 
Esta especie posee un gran número de papilas queratinizadas en la boca y el esófago que apuntan hacia adentro y que permiten retener el alimento cuando expulsan el exceso de agua salada con ayuda de la musculatura del esófago. Además el esófago tiene una gruesa capa de grasa que serviría de aislamiento térmico.
Esta especie hace viajes de miles de kilómetros y se alimenta principalmente de medusas. Se orientan con la ayuda del campo magnético. Esta tortuga abandona cada año las aguas tropicales para ir a las aguas polares siguiendo la corriente del Golfo. 
Si bien la medusa es la mayor parte de su alimento, también puede comer peces, crustáceos, calamares, erizos de mar y  algas. Puede comer cada día una cantidad de medusas equivalentes a su propio peso, hasta 50 individuos de la medusa grande. Dermochelys coriacea, pues, tiene un papel crucial en el mantenimiento del equilibrio ecológico y también económico. En efecto consumiendo medusas reduce su número y así estas no comen los peces pequeños y aumenta la pesca.

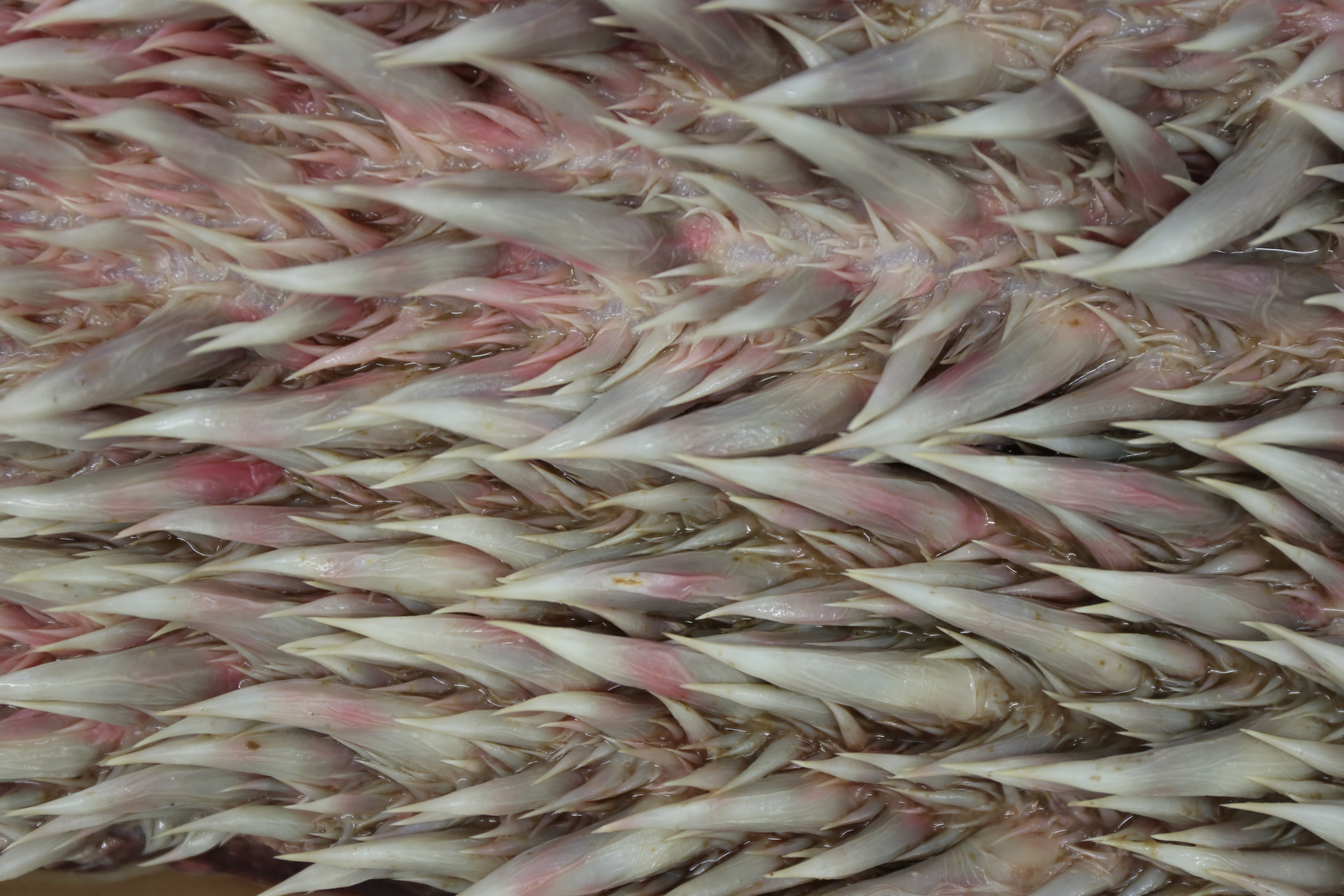
Papilas queratinizadas del esófago de una tortuga laúd.

## Reproducción

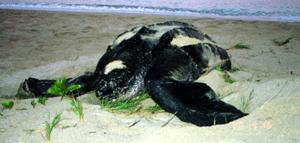
Tortuga laúd llegando a la playa.

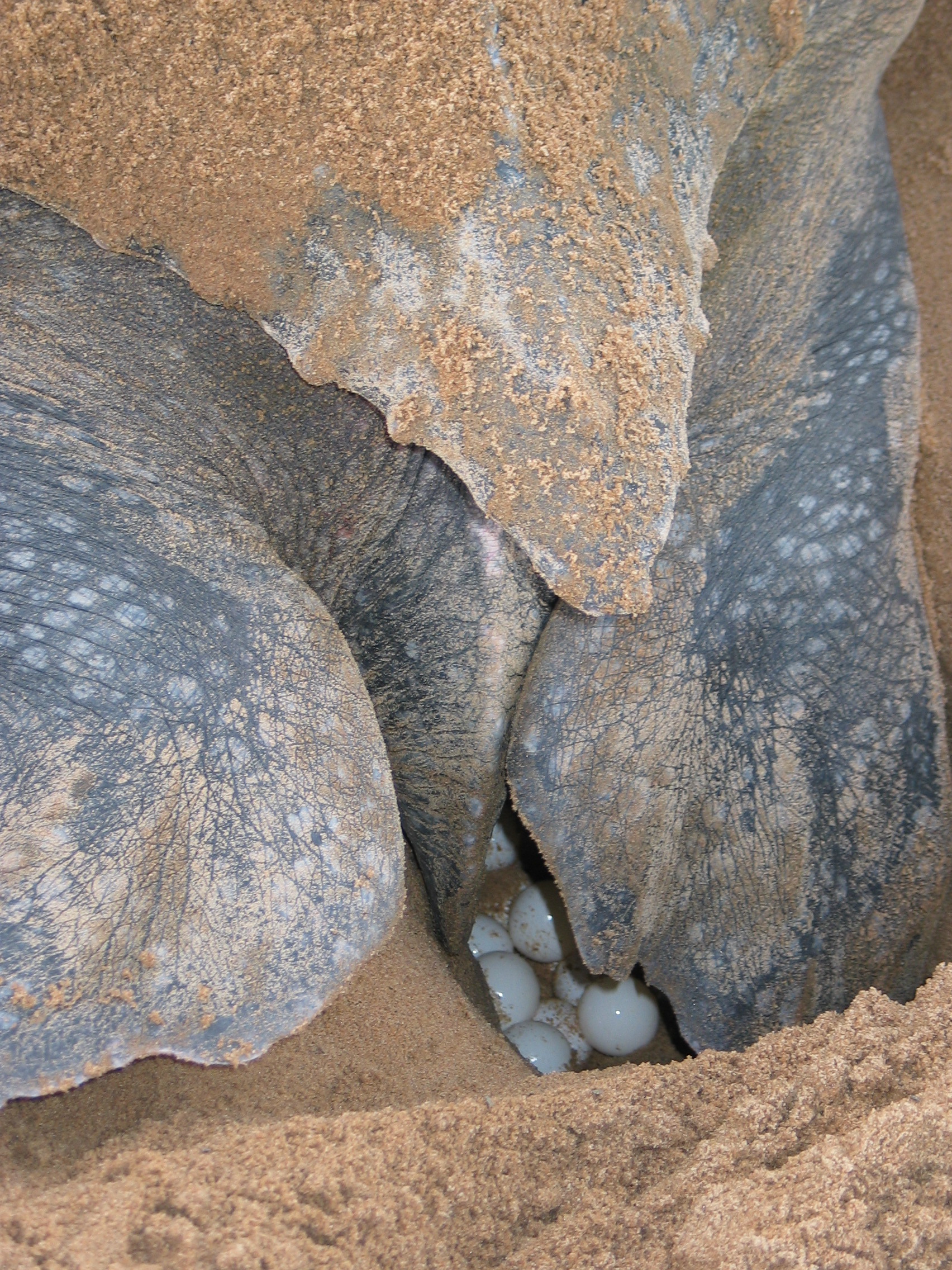
Desove.

Esta tortuga se aparea en el mar. Los machos nunca abandonan el agua una vez que entran en ella como crías. Las hembras se aparean cada tres o cuatro años, volviendo a las playas donde ellas mismas nacieron para depositar sus huevos. Una hembra puede dejar hasta cien huevos en cada deposición. El intervalo entre una puesta y la siguiente es de unos nueve días. El primer apareamiento se produce después de que la tortuga haya cumplido diez años.
Después de encontrar una hembra (que posiblemente exuda una feromona para mostrar su disponibilidad reproductiva) los machos usan movimientos de la cabeza, toques con el hocico, mordiscos o movimientos de las aletas para determinar su receptividad. Las tortugas marinas se encuentran a menudo con dificultades y a veces incluso  peligrosas maniobras cuando intentan reproducirse. El macho tiene que montar la hembra desde detrás y subirse encima con el fin de poder copular, pero a veces los caparazones obstruyen este proceso. El apareamiento puede también volverse peligroso cuando el macho está tan desesperado por conseguir aparearse que pasa demasiado tiempo bajo el agua, y tras el encuentro con la hembras, hasta otra hora sin tomar aire. La fertilización es interna, y es normal que varios machos se apareen con una sola hembra. Este comportamiento puede haber evolucionado para asegurarse contra la infertilidad masculina, eliminando el exceso de esperma de baja calidad y permitiendo a la hembra seleccionar el mejor, además de incrementar la variabilidad genética de la descendencia. Sin embargo, los estudios han demostrado que la poliandria en las tortugas marinas en realidad reduce el éxito de la fertilización.
La división de la célula comienza unas horas después de la fertilización, pero el desarrollo es suspendido durante la etapa de gástrula para mover y envolver las células embrionarias hasta que los huevos son depositados. El desarrollo se reanuda pronto, pero los embriones siguen siendo extremadamente susceptibles de morir en sus nidos por movimiento del huevo hasta que las membranas se desarrollan completamente durante los primeros 20-25 días de incubación, cuando la diferenciación estructural de cuerpo y órganos (organogénesis) prosigue.
Las playas de anidación deben estar cubiertas de arena blanda y tener una zona de agua costera poco profunda. Esto se debe a que sus blandas conchas se dañan fácilmente con las rocas duras. Esto es una fuente de vulnerabilidad para las tortugas debido a que estas playas son susceptibles de erosionarse. Las hembras excavan un nido sobre la línea de la marea alta con sus aletas y sólo hacen las deposiciones por la noche puesto que el calor del día aumenta la temperatura corporal que deben mantener por encima de su límite y puede resultarles peligroso. Entonces comienzan a depositar sus huevos, produciendo unos 110 de los cuales 70 son más largos y fértiles, y los 40 restantes más pequeños y estériles. Estos 40 huevos restantes sirven al resto como amortiguadores y protección y son depositados con ese único propósito siendo la única especie de tortuga que hace esto. Las hembras cubren cuidadosamente el nido, asegurándose de camuflarlo frente a los depredadores con una capa de arena.
Los huevos se incuban durante 60 días. Al igual que otros reptiles, la temperatura ambiente del nido determina el sexo de las crías. Los huevos se abren mientras continúan bajo la arena y todas juntas como uno sólo, después del anochecer, las crías cavan su camino hacia la superficie y siguen su marcha hasta el mar. Una vez que las crías alcanzan el océano no vuelven a verse normalmente hasta llegar a la madurez. Muy pocas de ellas sobreviven a este misterioso periodo para convertirse en adultos. Muchas son devoradas por aves e incluso otros reptiles antes de que tengan la oportunidad de sumergirse en el agua. Cuando las luces de las ciudades son visibles desde la zona de anidación, las crías de tortuga son atraídas por las luces y se alejan del mar. Muchas de estas crías son atropelladas por el tráfico rodado o perecen de otras formas.
Los ejemplares atlánticos anidan entre febrero y octubre según las zonas, en España se han registrado puestas en Lanzarote (islas Canarias), pero sus playas preferidas son las de la desembocadura del río Marowijne en Guyana, Plapaya Honduras, Bigi Santi (Surinam), Quintana Roo, Acandí choco (Colombia), Isla de Culebra (Puerto Rico), Laguna Jalova y Naranjo en Costa Rica, Terenganú (Malasia), así como Mexiquillo, Tierra Colorada y numerosas playas más de México. Mexiquillo[cita requerida] es probablemente la mayor área de anidación de esta especie en el mundo, mientras que Terenganú se reduce cada año debido a la presión humana, hasta el punto de que ha habido temporadas en que no se han visto llegar ejemplares de estas tortugas a Malasia, a pesar de ser históricamente la zona asiática más frecuentada por estos animales.
En el Pacífico americano, el principal lugar de anidamiento es Playa Grande, ubicada en el parque nacional Marino Las Baulas, en la provincia de Guanacaste de Costa Rica. Se ha demostrado que existe un corredor biológico marino de estos reptiles en el Pacífico, que abarca 7000 km de viaje, en una travesía que incluye Costa Rica como sitio de desove, luego las Islas Galápagos en Ecuador (donde repostan para continuar la travesía, pero no desovan) y finalmente, Sudamérica, donde la ruta se ramifica.

## Distribución y hábitat

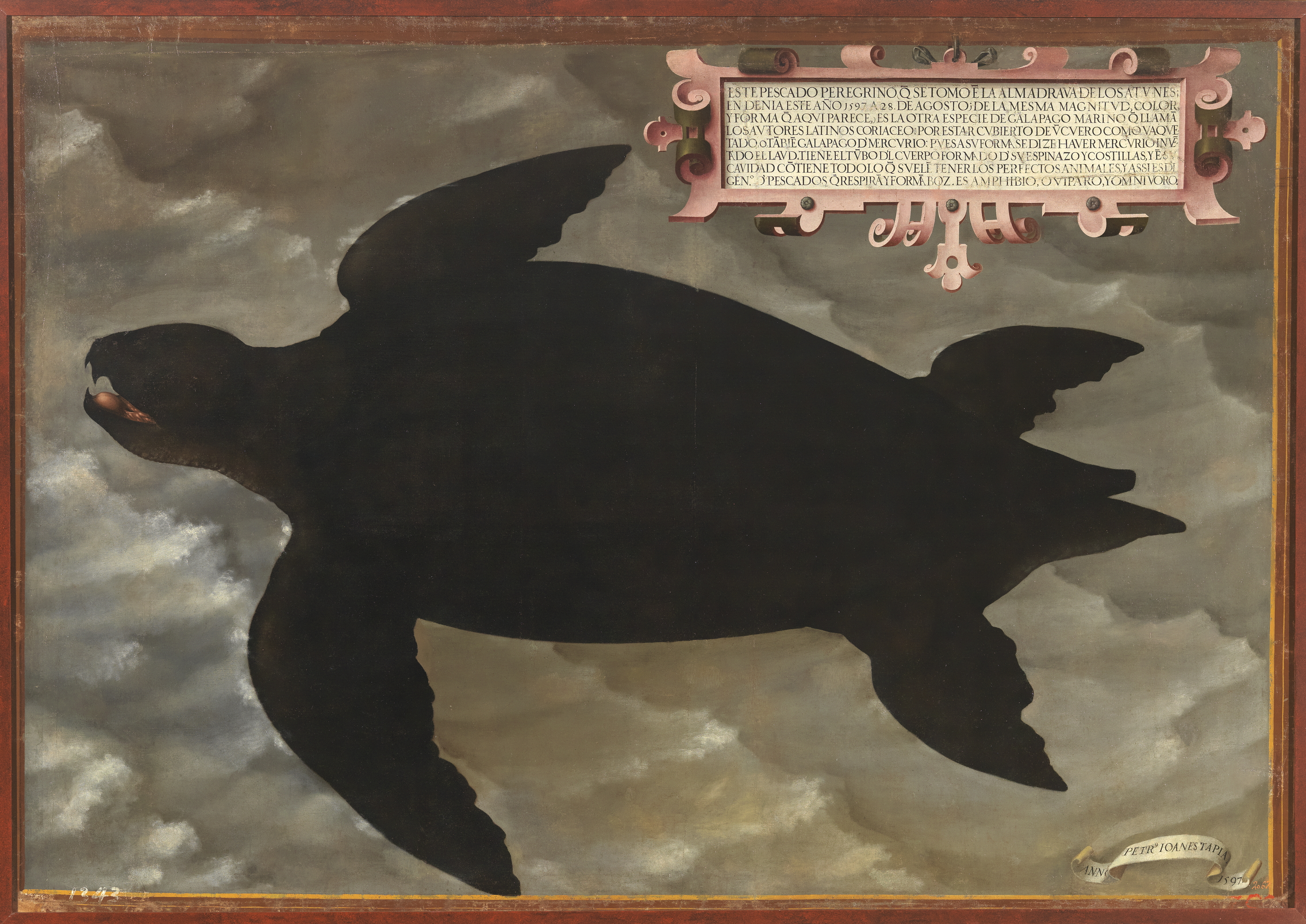
Galápago hallado en Denia en agosto de 1597, óleo de Pedro Juan Tapia, Museo del Prado, Madrid.

Dermochelys coriacea viven en casi todos los océanos del mundo, aventurándose mucho más al norte o sur que otras tortugas marinas gracias a su peculiar sistema de regulación de la temperatura corporal.
En los meses de verano son más comunes en la zona que va desde el golfo de Maine al norte hasta Florida en el sur. Han sido observadas también al norte del golfo de San Lorenzo, en Canadá. Las especies del océano Pacífico son más vistas a menudo en las islas Hawái, donde se sabe que se congregan al norte del archipiélago. Cuando se aproxima el invierno se dirigen al sur, al mar Caribe y las zonas costeras de América del Sur y África, donde se encuentran con las tortugas procedentes de Europa. En este último lugar, gracias a la corriente del Golfo, se aventuran aún más al norte durante los meses veraniegos, y han llegado a ser vistas de forma esporádica frente a las costas de Noruega y en el mar Báltico. Las poblaciones del este de Asia emigran hacia las costas de Indonesia y Australia y el océano Índico. Gracias a recapturas, se conoce que esta especie de tortuga realiza migraciones transoceánicas, por ejemplo individuos marcados en Gabón, África, han sido recapturados en aguas del océano Atlántico sudoccidental.
Las tortugas prefieren aguas profundas pero se agrupan más a menudo cuando arriban a tierra. En el verano son vistas frecuentemente tomando el sol cerca de la superficie, particularmente en el estuario de Long Island, donde han sido heridas a veces al colisionar con las hélices de los barcos.

## Amenazas y conservación
En Estados Unidos, Dermochelys coriacea ha sido clasificada como en peligro a lo largo de toda su distribución desde 1970. Se le ha incluido también en la Convención sobre el Comercio Internacional de Especies Amenazadas (CITES). Esto hace que sea ilegal herir o matar las tortugas.
Los ejemplares de Dermochelys coriacea adultas son grandes animales, no particularmente vulnerables a los depredadores. Los huevos y las crías recién nacidas, en cambio, son las que corren más peligro de todas. Aves, perros y otros depredadores oportunistas han sido vistos excavando nidos y consumiendo huevos. Las crías son también vulnerables en el trayecto desde el nido hasta el mar. Una vez que entran en el agua se convierten en presas de muchos nuevos depredadores y muy pocas sobreviven hasta la edad adulta.
La actividad humana amenaza a estas tortugas de muchas maneras. Creyéndolos olvidados, los huevos son recogidos por la gente en las islas circundantes y probablemente en otros lugares. La remodelación de las playas puede perturbar o destruir el particular tipo de hábitat que las tortugas de cuero necesitan para anidar, y las luces de las ciudades pueden causar que las crías se alejen del mar en lugar de ir hacia él. El uso humano de las playas puede destruir nidos y puestas o enterrar huevos a demasiada profundidad para que las crías puedan emerger. Finalmente, los humanos pueden dañar a las hembras nidificantes movidos por la curiosidad.
Mientras los adultos están en el mar sus mayores amenazas proceden por completo de los humanos. Las ingestiones de plásticos, caucho, alquitrán, aceite de motor y otros productos sintéticos pueden matar a ejemplares adultos o dañarlos seriamente. Muchas han sido heridas por colisiones con embarcaciones, especialmente en aguas poco profundas. El equipo asociado a la pesca comercial, incluidos hilos, redes, cuerdas y cables pueden enredarse en las tortugas adultas y ahogarlas. A pesar de que los "Dispositivos de Exclusión de Tortugas" son obligatorios para las redes, a menudo fallan cuando se trata de permitir que un ejemplar adulto escape de ellas. El NOAA estima que alrededor de 640 ejemplares adultos mueren cada año por las empresas de pesca comercial.
Las redes son puestas deliberadamente para capturar otras especies de tortugas marinas en algunas áreas de Puerto Rico. A pesar de que no están pensadas para este tipo de tortugas, algunas son capturadas ocasionalmente. Esta práctica es ilegal, pero sigue realizándose. En Nueva Guinea, se cazan regularmente como alimento.